# Andreas Cyffka
Andreas Cyffka (* 14. Januar 1963 in Ehrenfriedersdorf; † 13. Februar 2021) war ein deutscher Endurosportler.

## Leben
Cyffka begann seine sportliche Laufbahn 1980 im MC MZ Zschopau. 1983 wurde er in die Werksmannschaft des VEB Motorradwerk Zschopau aufgenommen und bereits im folgenden Jahr konnte er seinen ersten großen Erfolg verbuchen: Mit der Mannschaft siegte er im Wettbewerb um die Silbervase bei der 59. Internationalen Sechstagefahrt im niederländischen Assen. Diesen Sieg konnte er im Folgejahr – nun als FIM Junior World Trophy bezeichnet – bei der 60. Internationalen Sechstagefahrt im spanischen Alp wiederholen, 1986 wurde er in diesem Mannschaftswettbewerb Zweiter. Bei der für die DDR-Sportler überaus erfolgreichen 62. Internationalen Sechstagefahrt 1987 führte er als Mannschaftskapitän die Clubmannschaft des ADMV mit deutlichem Vorsprung zum Gesamtsieg. Im Jahr darauf war er zum ersten und einzigem Mal Fahrer der World-Trophy-Mannschaft der DDR. Aufgrund von Ausfällen zweier Mannschaftskollegen aufgrund von technischen Defekten erreichte man in der Gesamtwertung lediglich den 16. Platz unter 19 teilnehmenden Nationen.
Ende 1989 wechselte Cyffka vom MZ zu Husqvarna. Bereits im folgenden Jahr errang er seinen größten Einzelerfolg: Bei Rund um die MZ-Stadt Zschopau – dem seinerzeit ersten Lauf zur neu eingeführten Enduro-Weltmeisterschaft – gelang ihm am ersten Tag vor heimischem Publikum der Sieg in der Klasse bis 500 cm³ Viertakt, tags darauf wurde er Zweiter und errang in der Wertung beider Tag den Sieg.
Seine aktive Karriere beendete er 1997. Danach nahm er noch gelegentlich an Klassik-Enduro-Veranstaltungen teil. Er war Gründungsmitglied und Vorsitzender des Motorsportclub (MC) MEK und engagierte sich besonders in der Nachwuchsförderung. Hauptberuflich war Cyffka seit 1996 Geschäftsführer seines eigenen Gerüstbauunternehmens im sächsischen Drebach.
Andreas Cyffka erlag 2021 einem langjährigen Krebsleiden.